# Spybot
Spybot Search & Destroy (S&D) je program, ki zazna in odstrani adware in spyware programe z računalnika.
Spybot očisti sledi uporabe interneta, kar je uporabno pri javnih računalnikih. Naprednim uporabnikom omogoča popravke pri nedoslednostih, ki so povezane z adware programjem. Spybot se posodablja preko spleta in ima eno najbolj pogosto posodabljanih list adware, klicnih programov in drugih nepovabljenih sistemskih gostov.